# Tédula-Azilal
Tédula-Azilal (Tadla-Azilal) foi uma região do Marrocos, vigente entre 1997 e 2015. Sua capital era a cidade de Beni Mellal.
A região se situava no centro do país. Ao norte limitava com Chaouia-Ouardigha, ao sul com Souss-Massa-Drâa, ao leste con Meknès-Tafilalet e ao oeste com Marraquexe-Tensift-Al Haouz.
Em 2004 tinha 1 450 519 habitantes e
17 125 km² de área.

## Subdivisões
A região se dividia em duas províncias:

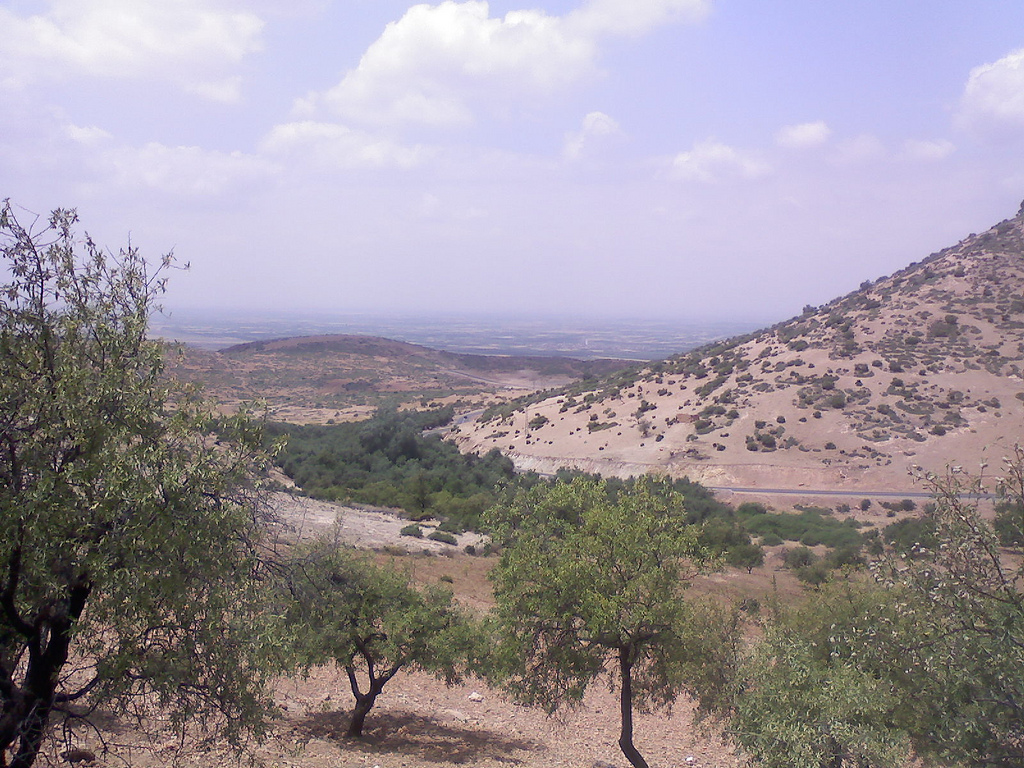
Ait attab-abdessamad

- Província de Beni Mellal
- Província de Asilal